# Saint-Sulpice-sur-Lèze
Saint-Sulpice-sur-Lèze è un comune francese di 1 885 abitanti situato nel dipartimento dell'Alta Garonna nella regione dell'Occitania.

## Società

### Evoluzione demografica
Abitanti censiti